# LW8 (Paralympics)
LW8 ist eine Startklasse für Sportler im paralympischen Wintersport für Sportler im Ski Nordisch und im Biathlon. Die Zugehörigkeit von Sportlern zur Startklasse ist wie folgt skizziert:
Skisportler der Klasse LW8 haben Behinderungen einer oberen Extremität. Eines der folgenden Minimumkriterien muss erfüllt sein:
- Verlust einer oberen Extremität unterhalb des Ellbogens - oder
- Kraftverlust der oberen Extremität (mit einem Verlust der Beweglichkeit von Fingerflektion, Fingerextension und der Daumenbewegung) - oder
- höchstens 5° Ellbogenbeweglichkeit einseitig ohne die Möglichkeit der Kraftentwicklung beim Stockeinsatz.

Es gilt:
- die Athletin / der Athlet benutzt zwei Ski und einen Stock - und
- der Gebrauch von Prothesen ist nicht erlaubt - und
- der betroffene Arm darf den Stockarm nicht unterstützen.

Die Klasseneinteilung kennzeichnet den wettbewerbsrelevanten Grad der funktionellen Behinderung eines Sportlers. Sportler in den Klassen LW1-LW9 starten stehend.